# Slovenië op het Eurovisiesongfestival 1997
Slovenië nam deel aan het Eurovisiesongfestival 1997 in Dublin, Ierland. Het was de 4de deelname van het land op het Eurovisiesongfestival. RTVSLO was verantwoordelijk voor de Sloveense bijdrage van de editie van 1997.

## Selectieprocedure
Om de vierde kandidaat te selecteren die Slovenië zou vertegenwoordigen, werd er gekozen om een nationale finale te organiseren.
Deze finale vond plaats op 22 februari 1997 in de studio's van de nationale omroep in Ljubljana en werd gepresenteerd door Mojca Mavec.
In totaal deden er 13 artiesten mee aan deze finale en de winnaar werd gekozen door televoting.

| Volgorde | Artiest           | Lied                       | Punten | Plaats |
| -------- | ----------------- | -------------------------- | ------ | ------ |
| 1        | Natalija Verboten | "Nekdo"                    | 265    | 12     |
| 2        | Dominik Kozarič   | "Zaradi nje"               | 650    | 9      |
| 3        | Tanja Ribič       | "Zbudi se"                 | 4493   | 1      |
| 4        | Tinkara Kovač     | "Veter z juga"             | 574    | 10     |
| 5        | Irena Vrčkovnik   | "Kadar boš ob njej zaspal" | 1010   | 7      |
| 6        | Melita & Klarisa  | "Daljave"                  | 512    | 11     |
| 7        | GROM              | "Le en poljub"             | 895    | 8      |
| 8        | Napoleon          | "Prosim ostani"            | 1794   | 5      |
| 9        | Katrina           | "Korak v dežju"            | 213    | 13     |
| 10       | Rok 'n' Band      | "Jagode in čokolada"       | 2226   | 3      |
| 11       | Darja Švajger     | "Vsakdanji čudež"          | 4076   | 2      |
| 12       | Vili Resnik       | "Ti in jaz"                | 1521   | 6      |
| 13       | M4M               | "Objemi me nežno"          | 2047   | 4      |

## In Dublin
In Ierland trad Slovenië aan als 6de, net na Ierland en voor Zwitserland. 
Op het einde bleek dat ze 60 punten verzameld hadden, goed voor een 10de plaats. 
België nam niet deel in 1997 en Nederland had geen punten over voor deze inzending.

### Gekregen punten

#### Finale
| 12 punten | 10 punten            | 8 punten                          | 7 punten                            | 6 punten |
| --------- | -------------------- | --------------------------------- | ----------------------------------- | -------- |
|           | - Rusland - Turkije  |                                   | - Bosnië en Herzegovina - Frankrijk |          |
| 5 punten  | 4 punten             | 3 punten                          | 2 punten                            | 1 punt   |
| - Malta   | - Estland - Portugal | - Griekenland - IJsland - Kroatië | - Cyprus - Polen                    |          |

### Punten gegeven door Slovenië

#### Finale
Punten gegeven in de finale:
| 12 punten | Rusland             |
| 10 punten | Italië              |
| 8 punten  | Verenigd Koninkrijk |
| 7 punten  | Polen               |
| 6 punten  | Zweden              |
| 5 punten  | Spanje              |
| 4 punten  | Cyprus              |
| 3 punten  | Estland             |
| 2 punten  | Frankrijk           |
| 1 punt    | Ierland             |